# Мирко Ђорђевић (биолог)
Мирко Ђорђевић (Пожаревац, 27. јун 1986) српски је еволуциони биолог и научни сарадник на Одељењу за еволуциону биологију, Институтa за биолошка истраживања „Синиша Станковић”, Универзитет у Београду. Титулу доктора биолошких наука из области еволуционе биологије је стекао 2017. године на Биолошком факултету Универзитета у Београду на тему коеволуције два генома — митохондријског и једарног, и улоге коју они имају у старењу код пасуљевог жишка. Члан је Европског друштва за еволуциону биологију (енгл. European Society for Evolutionary Biology) и Српског еволуционог друштва.
Године 2009. је победио на међународном такмичењу за најбољег комуникатора науке „Фејм лаб” или „Лабораторија славних” у Великој Британији, са темом „Сексуална селекција”. Исте године је добио Октобарску награду града Пожаревца. Године 2013. му је додељена стипендија DAAD за тромесечни боравак у енгл. Cluster of Excellence CECAD, Институту за Генетику, Универзитет у Келну. Један је од аутора изложби и каталога „Од ћелије до домена — еволуција живота на Земљи” и „ЗооМозгологија”. Од 2019. године је руководилац пројекта грађанске науке „Опасуљи се” који је подржан од стране Центра за промоцију науке и програма „Покрени се за науку”. Пројекат има за циљ да уз помоћ грађана сакупи жишке за што више локација у Србији како би се одредила њихова распрострањеност и генетичка разноврсност.